# 朝日町 (昭島市)
朝日町（あさひちょう）は、東京都昭島市の町名。現行行政地名は、朝日町一丁目から朝日町五丁目。住居表示実施済み。

## 地理
昭島市の東部に位置し、東に玉川町、南に中神町（一丁目）、西に昭和町、北に中神町（大字）と接している。

## 世帯数と人口
2025年（令和7年）6月1日現在（昭島市発表）の世帯数と人口は以下の通りである。
| 丁目         | 世帯数    | 人口    |
| ------------ | --------- | ------- |
| 朝日町一丁目 | 579世帯   | 994人   |
| 朝日町二丁目 | 459世帯   | 830人   |
| 朝日町三丁目 | 606世帯   | 1,102人 |
| 朝日町四丁目 | 851世帯   | 1,683人 |
| 朝日町五丁目 | 582世帯   | 1,226人 |
| 計           | 3,077世帯 | 5,835人 |

### 人口の変遷
国勢調査による人口の推移。
| 年                 | 人口  |
| ------------------ | ----- |
| 1995年（平成7年）  | 5,689 |
| 2000年（平成12年） | 5,885 |
| 2005年（平成17年） | 5,837 |
| 2010年（平成22年） | 5,738 |
| 2015年（平成27年） | 5,810 |
| 2020年（令和2年）  | 5,704 |

### 世帯数の変遷
国勢調査による世帯数の推移。
| 年                 | 世帯数 |
| ------------------ | ------ |
| 1995年（平成7年）  | 2,229  |
| 2000年（平成12年） | 2,378  |
| 2005年（平成17年） | 2,452  |
| 2010年（平成22年） | 2,534  |
| 2015年（平成27年） | 2,657  |
| 2020年（令和2年）  | 2,738  |

## 学区
市立小・中学校に通う場合、学区は以下の通りとなる（2024年8月時点）。
- 区域 : 一丁目〜五丁目　各全域
  - 小学校 : 昭島市立中神小学校
  - 中学校 : 昭島市立清泉中学校

## 交通

### 鉄道
- JR東日本
  -  青梅線
    - 中神駅

### 道路
- 東京都道152号中神停車場線
- 東京都道162号三ツ木八王子線

## 事業所
2021年（令和3年）現在の経済センサス調査による事業所数と従業員数は以下の通りである。
| 丁目         | 事業所数  | 従業員数 |
| ------------ | --------- | -------- |
| 朝日町一丁目 | 98事業所  | 475人    |
| 朝日町二丁目 | 29事業所  | 247人    |
| 朝日町三丁目 | 51事業所  | 364人    |
| 朝日町四丁目 | 26事業所  | 191人    |
| 朝日町五丁目 | 22事業所  | 135人    |
| 計           | 226事業所 | 1,412人  |

### 事業者数の変遷
経済センサスによる事業所数の推移。
| 年                 | 事業者数 |
| ------------------ | -------- |
| 2016年（平成28年） | 249      |
| 2021年（令和3年）  | 226      |

### 従業員数の変遷
経済センサスによる従業員数の推移。
| 年                 | 従業員数 |
| ------------------ | -------- |
| 2016年（平成28年） | 1,345    |
| 2021年（令和3年）  | 1,412    |

## 施設
- 昭島市水道部庁舎
- 昭島市立中神小学校
- 中神駅前郵便局[13]
- ウエルシア 昭島朝日町店[14]
- ビッグ・エー 昭島朝日町店[15]

## その他

### 日本郵便
- 郵便番号 : 196-0025[2]（集配局 : 昭島郵便局[16]）。